# 霍尔拉德
霍尔拉德，是匈牙利绍莫吉州所辖的一个村。总面积8.20平方公里，总人口237，人口密度28.9人/平方公里（2011年1月1日）。